# Patrick Banda
Patrick „Bomber” Banda (ur. 28 stycznia 1974, zm. 27 kwietnia 1993 w okolicy Libreville) – zambijski piłkarz występujący na pozycji napastnika. Swój przydomek zawdzięczał dużej liczbie strzelanych bramek. W reprezentacji Zambii zadebiutował w 1991 roku mając 17 lat. Był na pokładzie samolotu, którym reprezentacja podróżowała do Senegalu na mecz kwalifikacji do Mistrzostw świata w 1994 roku. Maszyna runęła do wody u wybrzeży Gabonu. Zginęło wówczas 30 osób, w tym Banda. Nikt nie ocalał.